# Н. В. Гоголь (пароход)
«Н. В. Гоголь» — двухпалубный круизно-прогулочный колёсный пароход, построенный в 1911 году на заводе Красное Сормово в Нижнем Новгороде. Самое старое действующее пассажирское судно в России. Эксплуатируется на Северной Двине. Постоянное место швартовки — причал за зданием морского-речного вокзала в Архангельском порту.

## История
Два однотипных судна, «Н. В. Гоголь» и «Генерал Кондратенко» (позднее переименован в «А. И. Желябов») были построены в 1910—1911 году в Нижнем Новгороде на Сормовском заводе по заказу Северного пароходного общества «Котлас — Архангельск — Мурманск». Пароходы были оборудованы по последнему слову техники того времени. Стоимость каждого судна составляла 140 тыс. рублей.
Пароходы перегонялись к месту службы по Волге, Шексне, Северно-Двинской системе через Кубенское озеро и по Сухоне. Так как габарит шлюзов на Северо-Двинской системе был слишком мал, суда пришлось разделить на три части: носовую, среднюю и кормовую. Пароходы были заново собраны в Михайловских мастерских Северного пароходного общества в Великом Устюге.
С 1911 года пароход работал на линии Вологда — Архангельск. Путь из Вологды в Архангельск занимал трое суток и девять часов, обратный путь длился четверо суток и девятнадцать часов. Пароход пользовался популярностью у пассажиров благодаря хорошей библиотеке и буфету с большим ассортиментом блюд.
Во время Гражданской войны «Гоголь» использовался как госпитальное судно и военный транспорт.
Осенью 1919 года пароход в разобранном виде был перевезён по железной дороге в Петроград для ремонта. Ремонт продлился два года, после чего пароход вернулся на линию Архангельск-Вологда. Через двадцать лет, в 1939—1941 годах, пароход прошёл капитальный ремонт. При этом пароходу был заменён корпус, то есть фактически от судна 1911 года постройки остались только паровая машина и паровые котлы, которые были размещены в новом корпусе. Старый корпус ещё несколько лет использовался как гостиница.
В годы Великой Отечественной войны пароход работал на линии Великий Устюг — Архангельск.
В 1958—1959 годах пароход опять прошёл капитальный ремонт, в ходе которого котлы были переведены с угольно-дровяного на нефтяное питание (мазут).
В 1972 году «Гоголь» стал плавучей базой отдыха машиностроительного предприятия «Звёздочка» в городе Северодвинске. Именно поэтому он не был сдан на слом, в отличие от других пароходов той же эпохи. В 1972—1973 году пароход проходил переоборудование. С мая 1973 года «Гоголь» совершает рейсы-круизы по Северной Двине для работников «Звёздочки».
В 1994—1996 годах пароход прошёл очередную реконструкцию (сдан в 1997 году). При сохранении исторического внешнего облика судна внутренние помещения были переоборудованы для соответствия современным требованиям, предъявляемым к круизным судам. После чего «Н. В. Гоголь» продолжил использоваться на Северной Двине в роли круизного ретро-судна по маршруту Северодвинск (с 2019 года Архангельск) — Сия.
Пароход-колёсник является единственным в отечественном речном флоте представителем этого класса судов, находящимся в регулярной эксплуатации. По состоянию на 2023 год белоснежный пароход прошёл более 1 852 000 км, а также перевёз свыше 1 млн пассажиров.
25 мая 2024 года открыл свою 113-ю навигацию. За четыре месяца 2024 года пароход совершил 118 прогулочных и экскурсионных рейсов и перевёз более 12 тысяч пассажиров, что стало для него рекордом. 30 мая 2025 года начал 114-ю навигацию, во время которой впервые в истории стал площадкой для театральной постановки — в июне московский театр «Эскизы в пространстве» и Архангельский театр драмы представили на пароходе иммерсивную постановку «Поморский ковчег».

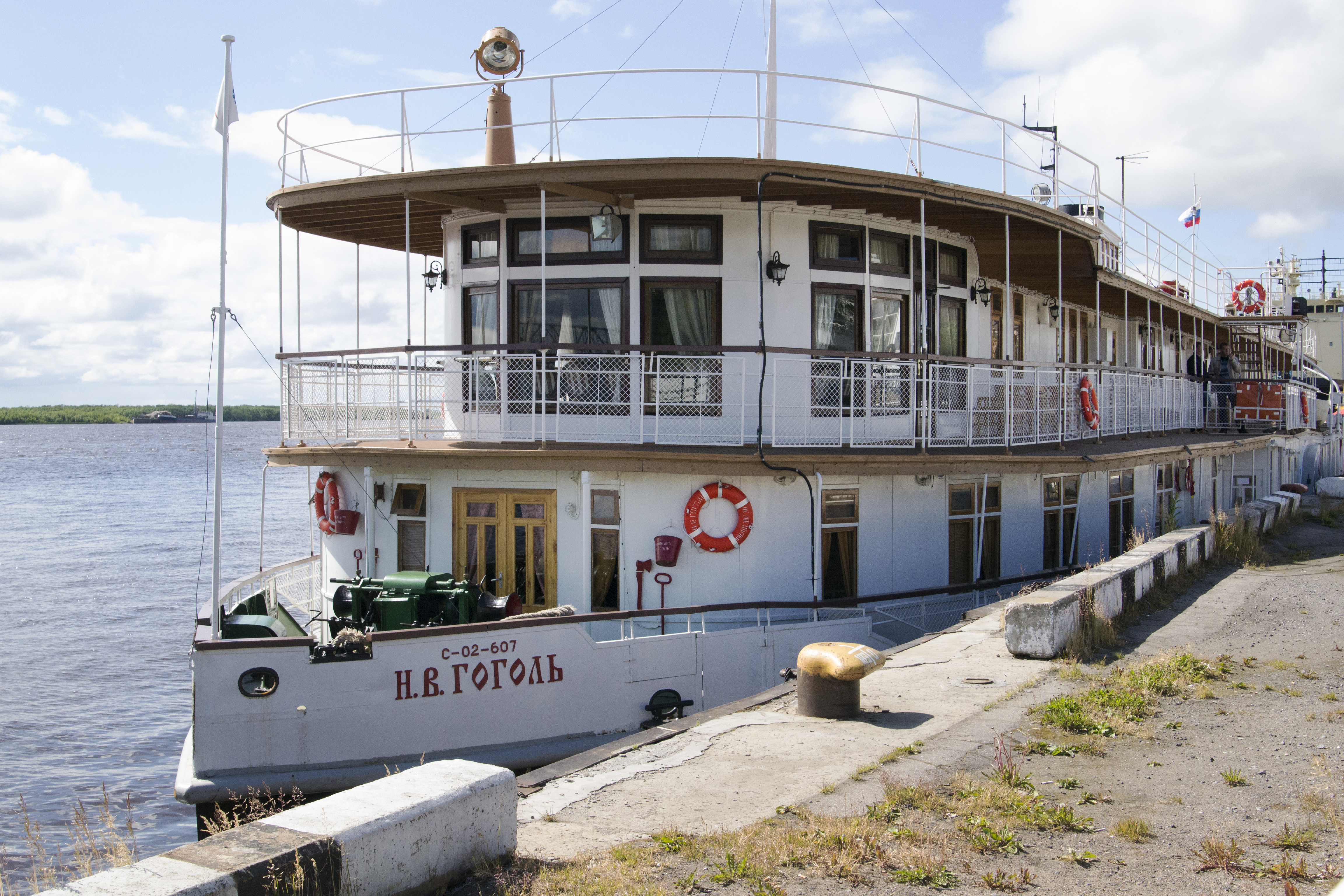
«Н. В. Гоголь» у пирса в Северодвинске, 2014 год
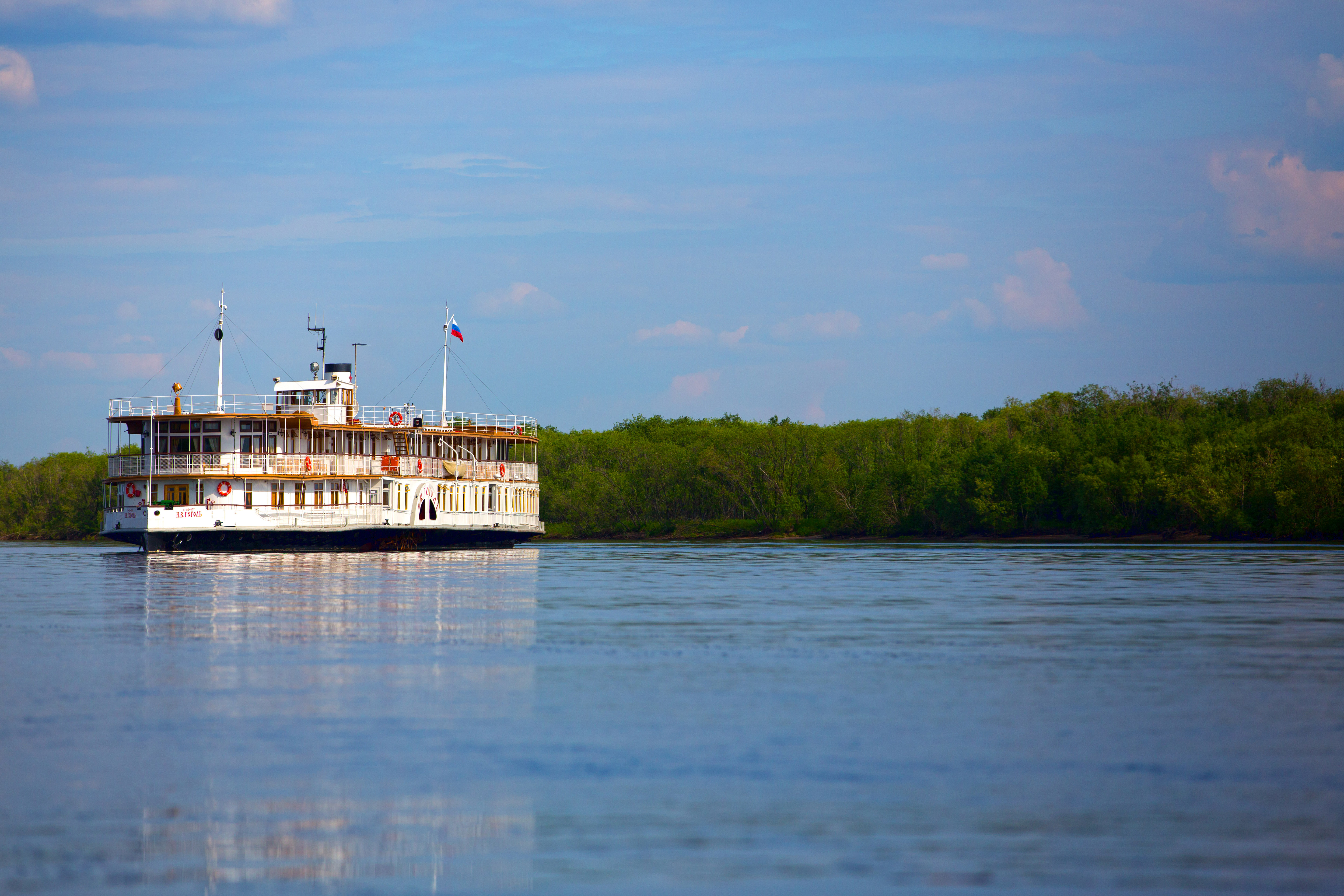
На Северной Двине, 2014 год
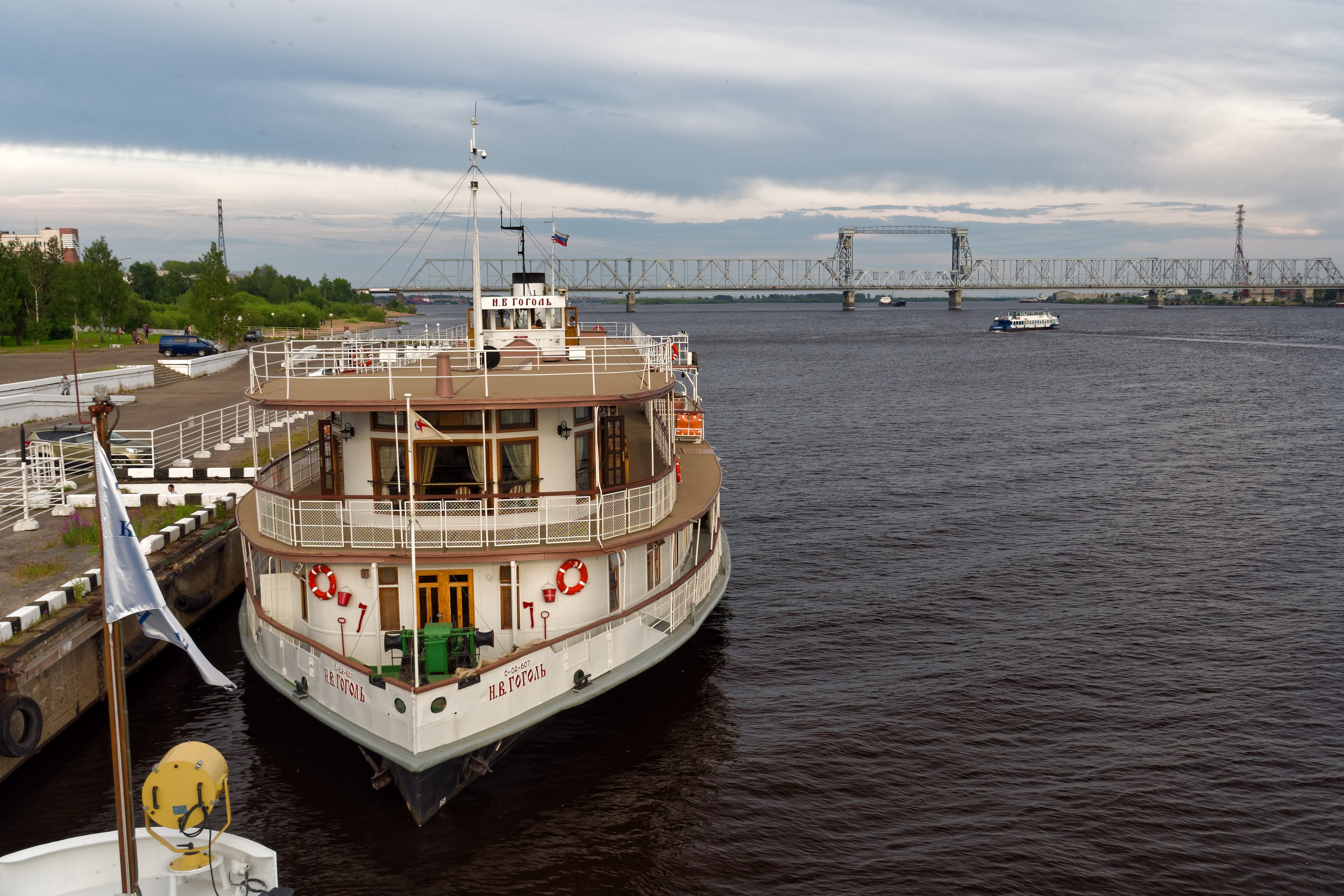
В Архангельске, 2018 год
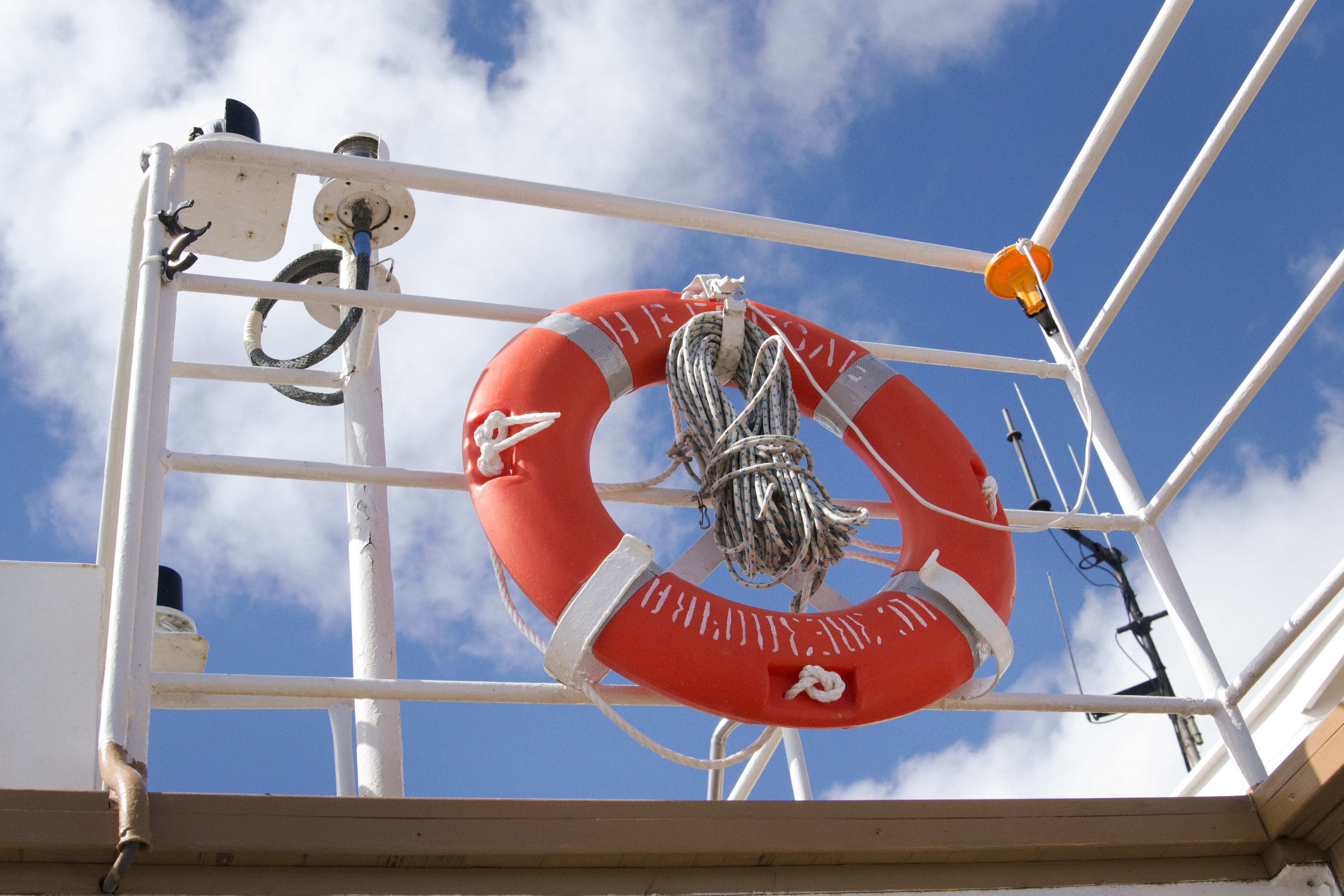
Спасательный круг «Н. В. Гоголь ЦС Звездочка»